# Теремія-Маре (комуна)
Теремія-Маре (рум. Teremia Mare) — комуна у повіті Тіміш в Румунії. До складу комуни входять такі села (дані про населення за 2002 рік):
- Нереу (1028 осіб)
- Теремія-Маре (2480 осіб)
- Теремія-Міке (640 осіб)

Комуна розташована на відстані 467 км на північний захід від Бухареста, 57 км на захід від Тімішоари.

## Населення
За даними перепису населення 2002 року у комуні проживали 4148 осіб.
Національний склад населення комуни:
| Національність | Кількість осіб | Відсоток |
| -------------- | -------------- | -------- |
| румуни         | 3652           | 88,0%    |
| угорці         | 280            | 6,8%     |
| цигани         | 105            | 2,5%     |
| німці          | 78             | 1,9%     |
| українці       | 12             | 0,3%     |
| серби          | 9              | 0,2%     |
| болгари        | 7              | 0,2%     |
| словаки        | 3              | 0,1%     |
| хорвати        | 2              | < 0,1%   |

Рідною мовою назвали:
| Мова       | Кількість осіб | Відсоток |
| ---------- | -------------- | -------- |
| румунська  | 3702           | 89,2%    |
| угорська   | 270            | 6,5%     |
| циганська  | 80             | 1,9%     |
| німецька   | 67             | 1,6%     |
| українська | 12             | 0,3%     |
| сербська   | 7              | 0,2%     |
| болгарська | 7              | 0,2%     |
| хорватська | 2              | < 0,1%   |
| словацька  | 1              | < 0,1%   |

Склад населення комуни за віросповіданням:
| Релігія                                       | Кількість осіб | Відсоток |
| --------------------------------------------- | -------------- | -------- |
| православні                                   | 3347           | 80,7%    |
| римо-католики                                 | 420            | 10,1%    |
| п'ятдесятники                                 | 193            | 4,7%     |
| баптисти                                      | 64             | 1,5%     |
| реформати                                     | 49             | 1,2%     |
| греко-католики                                | 12             | 0,3%     |
| не релігійні                                  | 5              | 0,1%     |
| атеїсти                                       | 2              | < 0,1%   |
| адвентисти                                    | 1              | < 0,1%   |
| лютерани (Синодально-пресвітеріанська церква) | 1              | < 0,1%   |